# Emma Hinze
Emma Hinze (Hildesheim, 17 settembre 1997) è una pistard tedesca, vincitrice di otto titoli mondiali Elite, due nella velocità (2020, 2021), uno nel keirin (2020), quattro nella velocità a squadre (2020, 2021, 2022, 2023) e uno nella 500 metri a cronometro (2023), e della medaglia d'argento nella velocità a squadre ai Giochi olimpici di Tokyo 2020.

## Palmarès

### Pista
- 2014 (Juniores)

Campionati europei, Velocità a squadre Junior (con Doreen Heinze)
Campionati del mondo, Velocità a squadre Junior (con Doreen Heinze)
Campionati tedeschi, 500 metri a cronometro Junior
Campionati tedeschi, Velocità a squadre Junior (con Monique Winkelblech)
Campionati tedeschi, Keirin Junior
- 2015 (Juniores)

Campionati tedeschi, 500 metri a cronometro Junior
Campionati tedeschi, Velocità Junior
Campionati tedeschi, Velocità a squadre Junior (con Siri Bewersdorff)
Campionati tedeschi, Keirin Junior
Campionati europei, Velocità Junior
Campionati europei, Velocità a squadre Junior (con Pauline Grabosch)
Campionati europei, 500 metri a cronometro Junior
Campionati europei, Keirin Junior
Campionati del mondo, Velocità a squadre Junior (con Pauline Grabosch)
Campionati del mondo, Velocità Junior
Campionati del mondo, Keirin Junior
- 2016

Campionati tedeschi, Keirin
- 2018

5ª prova Coppa del mondo 2017-2018, Velocità a squadre (Minsk, con Pauline Grabosch)
Campionati tedeschi, Keirin
- 2019

1ª prova Coppa del mondo 2019-2020, Keirin (Minsk)
Campionati tedeschi, 500 metri a cronometro
Campionati tedeschi, Velocità a squadre (con Miriam Welte)
3ª prova Coppa del mondo 2019-2020, Velocità a squadre (Hong Kong, con Pauline Grabosch)
- 2020

Campionati del mondo, Velocità a squadre (con Lea Friedrich e Pauline Grabosch)
Campionati del mondo, Velocità
Campionati del mondo, Keirin
- 2021

Grand Prix Germany, Keirin
Campionati del mondo, Velocità a squadre (con Lea Friedrich e Pauline Grabosch)
Campionati del mondo, Velocità
1ª prova Champions League, Velocità (Palma di Maiorca)
2ª prova Champions League, Velocità (Panevėžys)
3ª prova Champions League, Velocità (Londra)
4ª prova Champions League, Velocità (Londra)
- 2022

2ª prova Coppa delle Nazioni, Velocità a squadre (Milton, con Lea Friedrich e Pauline Grabosch)
2ª prova Coppa delle Nazioni, Velocità (Milton)
Grand Prix Germany, Velocità
4-Bahnentournee Dudenhofen, Keirin
Campionati tedeschi, Velocità
Campionati tedeschi, Keirin
Campionati tedeschi, 500 metri a cronometro
Campionati europei, Velocità a squadre (con Lea Friedrich e Pauline Grabosch)
Campionati europei, 500 metri a cronometro
Campionati europei, Velocità
Cottbuser Nächte, Keirin
Campionati del mondo, Velocità a squadre (con Lea Friedrich e Pauline Grabosch)
- 2023

Campionati europei, Velocità a squadre (con Lea Friedrich, Alessa-Catriona Pröpster e Pauline Grabosch)
Campionati europei, 500 metri a cronometro
Coppa delle Nazioni, Velocità a squadre (Giacarta, con Lea Friedrich, Alessa-Catriona Pröpster e Pauline Grabosch)
Campionati tedeschi, Velocità
Campionati tedeschi, Keirin
Campionati tedeschi, 500 metri a cronometro
GP Germany, Velocità
Campionati del mondo, 500 metri
Campionati del mondo, Velocità a squadre (con Lea Friedrich e Pauline Grabosch)
- 2024

Campionati europei, Velocità a squadre (con Lea Friedrich e Pauline Grabosch)
Coppa delle Nazioni, Velocità (Adelaide)
Dudenhofen, Keirin
GP Germany, Velocità
Campionati tedeschi, 500 metri a cronometro

### Altri successi
- 2021

Classifica sprint Champions League

## Piazzamenti

### Competizioni mondiali
- Campionati del mondo su pista

Seul 2014 - Velocità a squadre Junior: vincitrice
Seul 2014 - 500 metri a cronometro Junior: 3ª
Seul 2014 - Velocità Junior: 8ª
Seul 2014 - Keirin Junior: 5ª
Astana 2015 - Velocità a squadre Junior: vincitrice
Astana 2015 - 500 metri a cronometro Junior: 2ª
Astana 2015 - Velocità Junior: vincitrice
Astana 2015 - Keirin Junior: vincitrice
Londra 2016 - Velocità: 13ª
Hong Kong 2017 - Velocità: 23ª
Hong Kong 2017 - Keirin: 23ª
Pruszków 2019 - Velocità a squadre: 3ª
Pruszków 2019 - Velocità: 11ª
Pruszków 2019 - Keirin: 19ª
Berlino 2020 - Velocità a squadre: vincitrice
Berlino 2020 - Velocità: vincitrice
Berlino 2020 - Keirin: vincitrice
Roubaix 2021 - Velocità a squadre: vincitrice
Roubaix 2021 - Velocità: vincitrice
Roubaix 2021 - Keirin: non partita
St. Quentin-en-Yv. 2022 - Velocità a squadre: vincitrice
St. Quentin-en-Yv. 2022 - Velocità: 3ª
St. Quentin-en-Yv. 2022 - 500 metri: 2ª
Glasgow 2023 - Velocità: 4ª
Glasgow 2023 - Keirin: 12ª
Glasgow 2023 - 500 metri: vincitrice
Glasgow 2023 - Velocità a squadre: vincitrice
- Giochi olimpici

Tokyo 2020 - Velocità a squadre: 2ª
Tokyo 2020 - Keirin: 7ª
Tokyo 2020 - Velocità: 4ª
Parigi 2024 - Velocità: 6ª
Parigi 2024 - Keirin: 5ª
Parigi 2024 - Velocità a squadre: 3ª

### Competizioni europee
- Campionati europei su pista

Anadia 2014 - Velocità Junior: 2ª
Anadia 2014 - 500 metri a cronometro Junior: 4ª
Anadia 2014 - Velocità a squadre Junior: vincitrice
Atene 2015 - Velocità Junior: vincitrice
Atene 2015 - 500 metri a cronometro Junior: vincitrice
Atene 2015 - Velocità a squadre Junior: vincitrice
Atene 2015 - Keirin Junior: vincitrice
Montichiari 2016 - Velocità Under-23: 5ª
Montichiari 2016 - 500 metri a cronometro Under-23: 4ª
Montichiari 2016 - Keirin Under-23: 5ª
Glasgow 2018 - Velocità a squadre: 3ª
Glasgow 2018 - Velocità: 9ª
Glasgow 2018 - Keirin: 11ª
Apeldoorn 2019 - Velocità a squadre: 2ª
Apeldoorn 2019 - Velocità: 4ª
Monaco di Baviera 2022 - Velocità a squadre: vincitrice
Monaco di Baviera 2022 - 500 metri: vincitrice
Monaco di Baviera 2022 - Velocità: vincitrice
Grenchen 2023 - Velocità a squadre: vincitrice
Grenchen 2023 - 500 metri: vincitrice
Grenchen 2023 - Keirin: 3ª
Apeldoorn 2024 - Velocità a squadre: vincitrice
Apeldoorn 2024 - Velocità: 3ª
Apeldoorn 2024 - Keirin: 7ª